# Sonderaktion 1005
Особлива операція 1005 (нім. Sonderaktion 1005), також звана «операція 1005» (нім. Aktion 1005), або «операція ексгумації» (нім. Enterdungsaktion) була проведена під час Другої світової війни нацистською Німеччиною з метою приховання слідів убивства мільйонів людей у ході операції Рейнхард.

## Опис
Операція проводилася під суворим секретом в період з 1942 по 1944 роки з використанням ув'язнених концентраційних таборів, які розкопували масові поховання і спалювали трупи. Ці робочі групи офіційно називалися «трупні команди» (нім. Leichenkommando) і були частиною Зондеркоманди 1005; щоб уникнути втеч, ув'язнені часто працювали в ланцюгах. За операцією наглядали відібрані команди з СД і поліції порядку.

## Історія

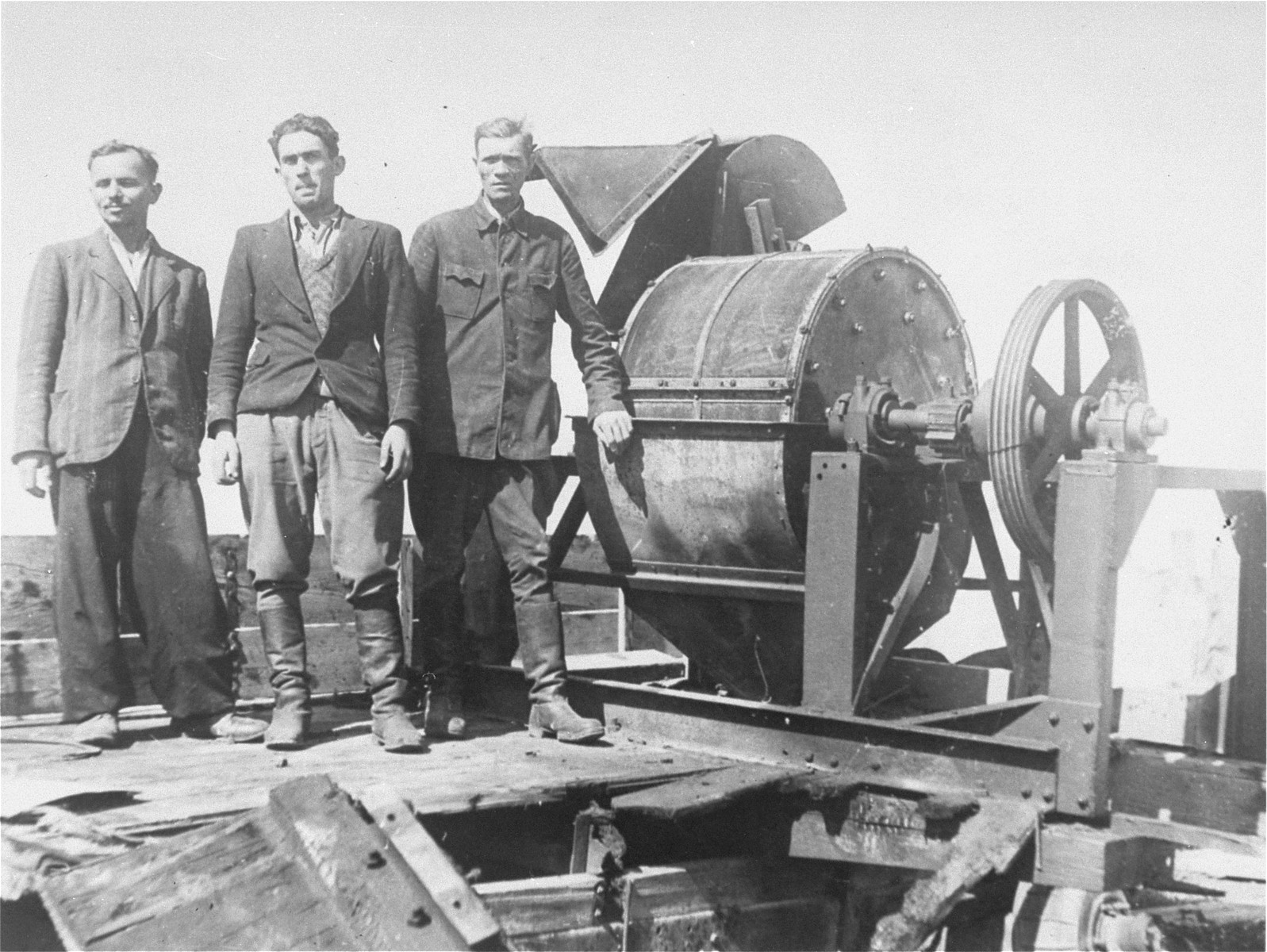
Члени зондеркоманди 1005 позують на тлі кісткомольної машини в Янівському концтаборі (м. Львів), червень 1943 року — жовтень 1943 року)

У березні 1942 року обергруппенфюрер СС Рейнхард Гейдріх доручив штандартенфюреру СС Паулю Блобелю проведення операції 1005. Однак її початок затримався через убивство Гейдріха в червні 1942 року чеськими агентами УСО в результаті операції «Антропоїд». У кінці червня групенфюрер СС Генріх Мюллер, голова гестапо, остаточно віддав Блобелю цей наказ. У той час як принциповою метою було знищення слідів страт євреїв, операція могла також включати й інші жертви нацистських айнзатцгруп.
Блобель розпочав свою роботу з експериментів у Хелмні. Але спроби використати запальні бомби для знищення ексгумованих тіл були невдалими, оскільки вогонь перекинувся на прилеглий ліс. Найефективніший спосіб був урешті-решт знайдений у вигляді величезних похоронних багать на залізних ґратах. Цей метод був пов'язаний із викладанням шарами тіл і дров на рейках. Фрагменти кісток, що лишались, перемелювали особливими машинами і знову захоронювали в ямах.
Операція офіційно розпочалася в Собіборі. Трупна команда викопала тіла з масового поховання навколо табору і спалила їх. Після того, як робота була зроблена, робітники були страчені. У грудні 1942 року процес перемістився в Белжець. Оскільки в таких таборах, як Аушвіц або Берґен-Бельзен, були крематорії для спалювання тіл, операція 1005 на їхніх територіях не проводилася. Після Белжця роботу було продовжено в Треблінці
Операція проводилася також на місцях більш ранніх масових вбивств, таких як Львів, Бабин Яр і IX форт у Каунасі. У 1944 році при наступі Червоної армії обергрупенфюрер СС Вільгельм Коппе, голова рейхсгау Вартеланд, віддав наказ про організацію в усіх п'яти областях Генерал-губернаторства своїх окремих груп операції 1005, аби почати «очищення» масових поховань. Операції ще не були повністю закінчені, коли наступаючі радянські війська досягли ще не очищених місць.

## Після операції

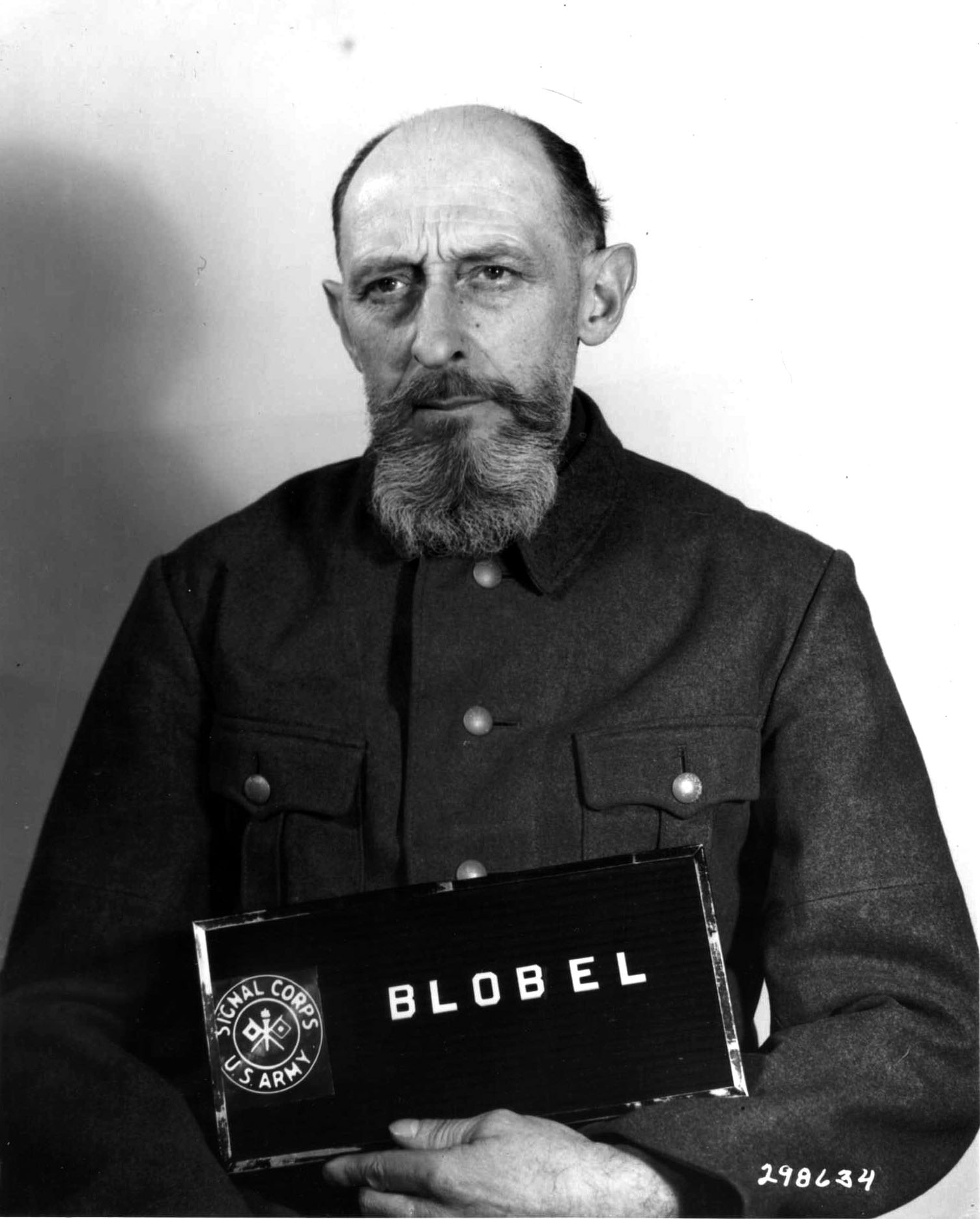
Пауль Блобель

У ході Нюрнберзького процесу після війни представник Адольфа Ейхмана, гауптштурмфюрер СС Дітер Вісліцені (нім. Dieter Wisliceny), дав такі свідчення про операцію 1005:
| Ліві лапки | У листопаді 1942 року в офісі Ейхмана в Берліні я зустрів штандартенфюрера Блобеля, який був керівником команди 1005, створеної для стирання всіх слідів остаточного розв'язання єврейського питання айнзатцгрупами та всіх інших страт. Команда 1005 діяла як мінімум з осені 1942 по вересень 1944 і весь цей час підпорядковувалася Ейхману. Місію було сформульовано, коли стало ясно, що Німеччина не може утримати всі окуповані території на Сході і було визнано необхідним усунути всі сліди скоєних страт. У листопаді 1942 року в Берліні Блобель прочитав лекцію перед групою фахівців Ейхмана по єврейському питанню на окупованих територіях. Він розповів про спеціальні кремаційні печі, які він особисто сконструював для використання в роботі команди 1005. Його завданням було розкриття могил, вилучення з них тіл попередньо страчених осіб та їхнє спалення. Команда 1005 діяла в Росії, Польщі та Прибалтиці. Потім я бачив Блобеля в Угорщині в 1944 році, і він підтвердив Ейхману в моїй присутності, що місію команди 1005 виконано. | Праві лапки |

Блобель був засуджений до смерті Нюрнберзьким трибуналом за справою про айнзатцгрупи. Він був повішений у в'язниці Ландсберг 8 червня 1951 року. У Нюрнберзі Блобеля звинувачували у смерті близько 60 тисяч осіб, за свідченнями було доведено 10-15 тисяч смертей.